# Andrzej Gałkowski
Andrzej Gałkowski (ur. 1 października 1926 w Gnieźnie, zm. 3 marca 2009 w Poznaniu) – architekt, urbanista i nauczyciel akademicki.
Absolwent Wydziału Architektury Politechniki Gdańskiej w 1952 roku. Członek Stowarzyszenia Architektów Polskich O. Poznań i Wielkopolskiej Okręgowej Izby Architektów RP. Wieloletni pracownik Politechniki Poznańskiej. Prorektor do spraw rozwoju uczelni (1991-93), dyrektor Instytutu Architektury i Planowania Przestrzennego (1984-91), pełnomocnik rektora Politechniki Poznańskiej do spraw osób niepełnosprawnych. Autor m.in. głównego sanatorium uzdrowiska w Ciechocinku (z Marianem Kycler i Jerzym Otomańskim), sanatorium "Ruch" w Ciechocinku.
Pochowany na cmentarzu Górczyńskim w Poznaniu.

## Życiorys
Urodził się w Gnieźnie, ale na początku okupacji zamieszkał z rodzicami w Poznaniu, gdzie pracował jako laborant w fabryce "Stomil". Po aresztowaniu ojca przez Gestapo w 1941 i wysiedleniu z mieszkania, razem z matką przeprowadził się do rodziny mieszkającej we Wrześni. Pracował jako goniec w biurze handlowym i jednocześnie kontynuował naukę na tajnych kompletach. W 1946 zdał egzamin dojrzałości w Liceum im. Karola Marcinkowskiego w Poznaniu. 
Potem rozpoczął studia na Wydziale Architektury Politechniki Gdańskiej. Ukończył je w 1951, uzyskując dyplom magistra inżyniera architekta.
W 1951 Komisja Przydziału Pracy dla Absolwentów przydzieliła Andrzeja Gałkowskiego do Biura Projektowego Miastoprojekt – Poznań. W 1954 został mianowany na stanowisko starszego projektanta i zaczął samodzielnie kierować Pracownią Projektów nr 4.
W latach 1951-64, pracując w „Miastoprojekcie”, Andrzej Gałkowski w zespole zaprojektował, a także indywidualnie wykonał projekty i realizacje na obszarach środkowej i zachodniej Polski wiele obiektów oraz zespołów służby zdrowia m.in.: Wojewódzki Ośrodek Onkologiczny w Poznaniu (1952-53), Zakład Anatomii Patologicznej przy Szpitalu w Łęgnowie (1952-53), Szpital Garnizonowy w Grudziądzu (1954, z Jerzym Wciórko), Stację Krwiodawstwa w Poznaniu (1953-57), Wojewódzką Stację Krwiodawstwa w Warszawie (1959-64).
W 1956 rozpoczął twórczość, związaną głównie z realizacją obiektów uzdrowiskowych. Zapoczątkował ją projektem Sanatorium Wojskowego w Ciechocinku (1956-1961, w zespole z Jerzym Wciórko i Jerzym Otomańskim). Potem wykonał projekt Domu Zdrojowego (sanatorium nr 1) P.P.U. Ciechocinek z zakładem balneoterapeutycznym (1957-1963, z Marianem Kyclerem i Jerzym Otomańskim), Stacja Krwiodawstwa w Warszawie (1959-1962), Zakłady Teoretyczne Wojskowej Akademii Medycznej w Łodzi (1960-1964, z A. Weissem), Zakład Leczniczo-Wypoczynowy „Ruch” w Ciechocinku (1960-1963), Sanatorium Związku Zawodowego Pracowników Państwowych (1961-1964, z Jerzym Wciórko).
W 1962 ukończył studia doktoranckie na Politechnice Gdańskiej pracą pl. "Sanatoria z urządzeniami dla balneoterapii w uzdrowiskach" opracowaną pod kierunkiem prof. Stefana Porębowicza. Pod koniec 1963 rozpoczął pracę w Politechnice Poznańskiej, na stanowisku adiunkta w Katedrze Budownictwa Wiejskiego na Wydziale Budownictwa Lądowego. W 1974 uzyskał stopień doktora habilitowanego nauk technicznych dzięki rozprawie habilitacyjnej "Urządzenia ochrony zdrowia i opieki społecznej w osadnictwie wiejskim – problematyka lokalizacji, funkcji i formy przestrzennej". W 1983 otrzymał miano profesora nadzwyczajnego Politechniki Poznańskiej, zaś w 1991 tytuł profesora zwyczajnego.
Z jego inicjatywy w roku akademickim 1972/73 na Politechnice Poznańskiej nastąpiła reaktywacja kierunku „Architektura”, a Wydział Architektury powołano w 1999, kiedy Gałkowski przechodził na emeryturę.

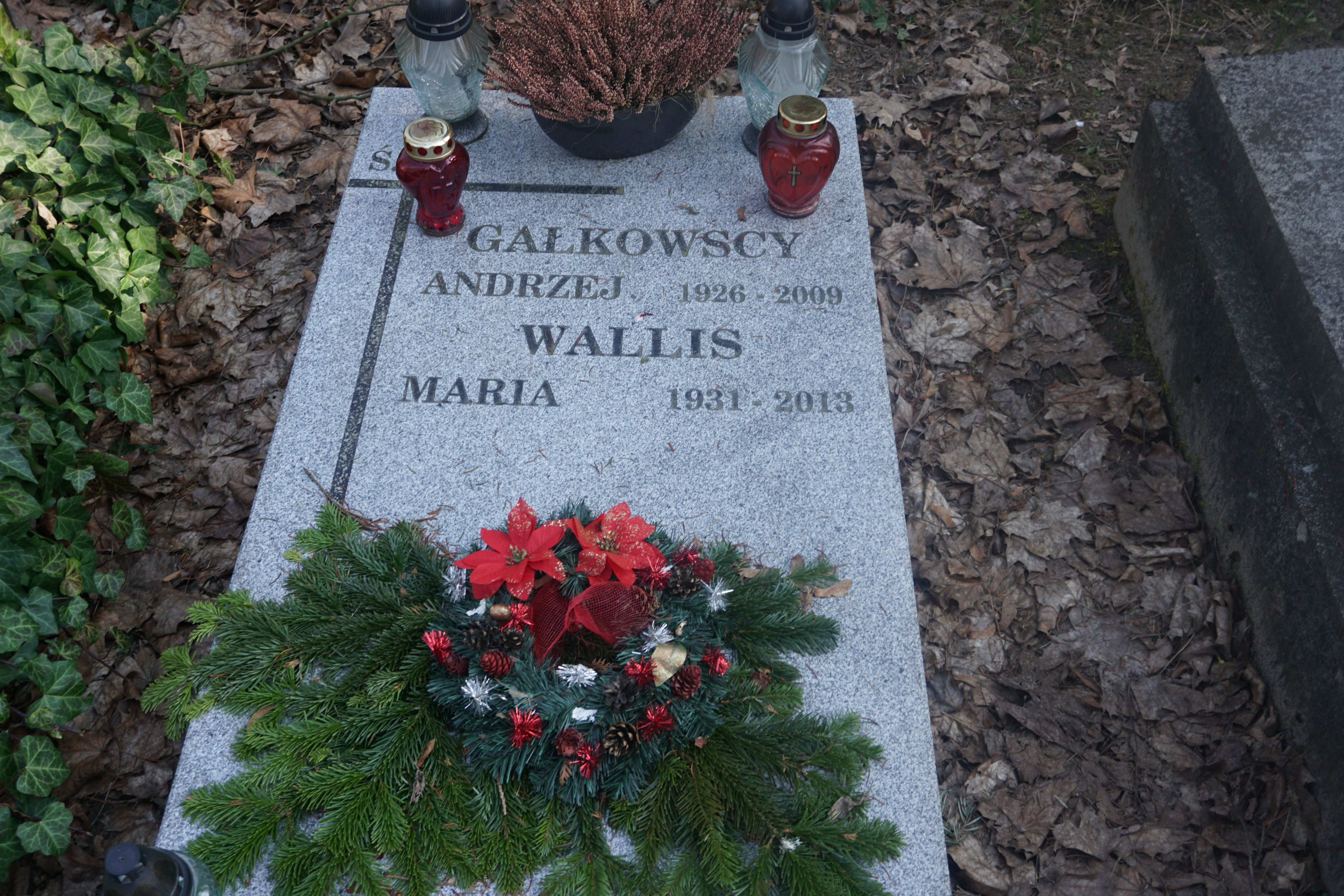
Grób prof. Andrzeja Gałkowskiego na cmentarzu Górczyńskim

## Organizacje
Był powoływany na członka wielu organizacji naukowych m.in. Komitetu Architektury i Urbanistyki PAN, Międzynarodowej Unii Architektów (IUA), Public Health Group, Societe Internationale de Technique Hydrotermale (SITH), Rehabitation International (RI), International Health Policy and Management Institute, Polskiego Komitetu Walki z Kalectwem. Był również w Stowarzyszeniu Architektów Polskich (SARP) oraz Towarzystwie Urbanistów Polskich (TUP), Poznańskim Towarzystwie Przyjaciół Nauk (PTPN), należał także do Polskiego Związku Inżynierów i Techników Budownictwa, Centralnej Komisji ds. Tytułów i Stopni Naukowych. Od połowy lat 80. sprawował funkcje przewodniczącego Miejskiej Komisji Urbanistyczno-Architektonicznej i członka Komisji Planu Regionalnego Zagospodarowania Przestrzennego Województwa Poznańskiego.
Pochowany na cmentarzu Górczyńskim (kwatera IVP-15-31).